# Atelopus exiguus
Atelopus exiguus es una especie de anfibios de la familia Bufonidae. Es endémica de Ecuador.
Su hábitat natural incluye praderas tropicales o subtropicales a gran altitud, ríos, lagos de agua dulce, y tierras de pastos. Está amenazada de extinción por la pérdida de su hábitat natural.